# Ilghazi
Naim al-Din Ilghazi I. bin Artuq (auch Ilgazi von Mardin; † November 1122 in Mayyafaraqin) war ab 1107 Emir von Mardin und ab 1118 Emir von Aleppo.
Er war ein Sohn des Statthalters von Jerusalem Ortoq († 1091; aus der Dynastie der Ortoqiden).
Unter der Regierung Rogers von Antiochia nahm der fränkische Druck auf Aleppo stetig zu, bis die Bevölkerung Ilghazi von Mardin zu Hilfe rief, der 1118 die Herrschaft übernahm und sich mit Tugtakin von Damaskus verband. 1119 fielen sie in das Fürstentum Antiochia ein. Nach der Schlacht auf dem Ager Sanguinis wurde er jedoch von Balduin II. wieder zurückgedrängt.
Nach seinem Tod wurde das Erbe aufgeteilt: Sein älterer Sohn Suleiman ibn Ilghazi übernahm Mayyafaraqin, sein jüngerer Sohn Timurtasch übernahm Mardin und sein Neffe Badr ad-Daulah Suleiman bekam Aleppo. Der Neffe Balak ibn Bahram vergrößerte seine Besitzungen im Norden und nahm Harran im Süden hinzu.